# روي سماحة
روي نيكولاس سماحة (12 سبتمبر 1984 في زحلة)، هو لاعب كرة سلة لبناني محترف، لعب لمدة 3 سنوات في الدوري الأميركي للمحترفين، عاد إلى لبنان وأصبح لاعبًا رئيسيًا في المنتخب اللبناني لكرة السلة، وشارك في بطولة العالم لكرة السلة في اليابان عام 2006، FIBA ، ودوري أبطال آسيا لكرة السلة عام 2007 والتصفيات المؤهلة للأولمبيات للرجال عام 2008 . 
تخرج سماحة من الجامعة اللبنانية الأمريكية، لعب في عام 2007 في سباق فرنسا لكرة السلة.
بدأ سماحة مسيرته الكروية في عام 1999 عندما لعب مع أحد فرق كرة السلة في لبنان حيث لعب مع فريق الناشئين في نادي الحكمة، ثم انضم إلى الفريق الأول في نهاية عام 1999 ليصبح أصغر لاعب لبناني في دوري كرة السلة اللبناني.

## مسيرته الاحترافية

### نادي الحكمة (1999-2004)
لعب سماحة مع نادي الحكمة لمدة 4 مواسم متتالية حيث ساعد فريقه في الفوز بـ 4 بطولات دوري كرة السلة اللبنانية و3 كؤوس لبنانية وللمرة الأولى في تاريخ لبنان بطولتي كأس أبطال آسيا أبطال لكرة السلة في عامي 2000 و2004.

### بلو ستار (2005-2007)
انتقل سماحة من فريق الحكمة إلى فريق بلو ستار لمدة ثلاثة مواسم متتالية، وكان من أفضل المدافعين في الفريق.

### المتحد طرابلس (2007-2009)
بعد فترة انتقل إلى نادي المتحد طرابلس، وقاد فريقه إلى الدور نصف النهائي وفاز على فريقه السابق وأحد المرشحين للفوز بالبطولة، ولكن خسر المتحد طرابلس لاحقًا في النهائيات أمام نادي الرياضي بيروت 3-1.

### نادي الحكمة (2009-2010)
تعرض سماحة لإصابة، بعدها عاد إلى فريقه السابق نادي الحكمة، وأصبح أفضل لاعب في فريقه وأحد أفضل اللاعبين في الدوري، وأنهى موسمه (2009-10) بـ 11.5 نقطة في المبارة وحوالي 10 كرة مرتدة في المباراة الواحدة.

### أنيبال زحلة (2010-2012)
انضم سماحة إلى ناديه أنيبال زحلة، وفاز معه ببطولة دبي للعام 2011، وتمكن النادي من الحصول على المركز الثاني في الدوري اللبناني بعد هزيمة نادي الرياضي بيروت.

### المتحد طرابلس (2012-2013)
عاد سماحة إلى نادي المتحد طرابلس في موسم 2012-2013.

### الرياضي بيروت (2013-2015)
في يوليو 2013 وقع روي سماحة رسميًا على كشوفات نادي الرياضي بيروت لمدة عامين قادمًا من نادي المتحد طرابلس.

## روابط خارجية
- روي سماحة على موقع الاتحاد الدولي لكرة السلة (الإنجليزية)
- روي سماحة على موقع كرة السلة الأوروبية.كوم (الإنجليزية)
- روي سماحة على موقع ريلجم (الإنجليزية)
- روي سماحة على موقع بروبوليرز (الإنجليزية)